# Coublanc (Górna Marna)
Coublanc – miejscowość i gmina we Francji, w regionie Grand Est, w departamencie Górna Marna.
Według danych na rok 2010 gminę zamieszkiwało 129 osób, a gęstość zaludnienia wynosiła 6,7 osoby/km².